# Canibek Giray
Canibek Giray (vers 1545-1636) fou kan de Crimea (1610-1623 i 1628-1635). El seu origen és incert: Von Hammer diu que era fill de Mubarak Giray; Blau diu que era fill de Mehmed Giray; i Langles diu que era germà de Selamet Giray; altres autors encara donen altres versions. Fou el khalgay de Selamet I Giray i el va succeir quan va morir.
Va nomenar el seu germà Devlet Giray com a khalgay i Azemet Giray (fill de Selament Giray) com a nureddin. Shahin Giray i Mehmed Giray van considerar un greuge aquests nomenaments i es van revoltar assetjant a Canibek Giray a Subak Baghri, i després a Bagchi-Sarai; la deserció dels soldats rebels va obligar a Shahin a fugir a Pèrsia i a Mehmed a Constantinoble. Mehmed, amb suport d'un partit circassià, va intentar obtenir el suport del gran visir Gümülcineli Damat Nasuh Pasha per ser nomenat al tron, però els adversaris del gran visir van informar al sultà que en realitat del que es tractava era de posar un descendent de Genguis Khan al tron otomà, i Mehmed fou empresonat a la fortalesa de les Set Torres; tres anys després en va poder fugir.
El 1618 Canibek Giray apareix en campanya contra Pèrsia, havent sortit de Kaffa amb 30.000 tàtars que van desembarcar a Trebisonda, i amb els quals va assolar el Nakhitxevan fent 15.000 presoners; es va reunir amb els otomans a la plana de Chulbek, però després fou derrotat pel governador de Tabriz a Sarav, en la qual van morir els beglerbegis de Rumèlia, Diyarbekir i Van entre d'altres; el kadiasker i el mufti del kan també van morir i Canibek Giray va salvar la vida per poc.
El 1621 va prendre part a la campanya del sultà a Polònia on les forces otomanes foren derrotades a Khotin però el kan va aconseguir molta fama juntament amb el kan nogai Kantemir Mirza, que fou recompensat amb el govern d'Otchakof.
El 1623 Canibek Giray fou deposat com a kan sense cap motiu conegut, i se li va concedir el sandjak de Chermen, a Rodes, com un feu. En lloc seu fou nomenat finalment Mehmed III Giray el germà de Selamat Giray.
Després d'un intent de restitució que no va reeixir el mateix 1623, el 1628 Mehmed III Giray fou deposat i va fugir al Don i Canibek fou llavors restaurat. El seu germà Devlet Giray fou nomenat khalgay i Asamet Giray nureddin. Va fer la pau amb el beg dels Mansur.
Va enviar a Devlet Giray i a Islam Giray a assolar Polònia però foren derrotats i Islam fou fet presoner. Canibek Giray era ja molt vell i el seu cap no funcionava bé i actuava com un infant. Finalment el 1635 la Porta va decidir deposar-lo i enviar-lo en exili a Rodes on va morir poc després. A Crimea el va succeir İnayet Giray (germà de l'antic kan Toqtamış Giray).